# 대니얼 부코
대니얼 부코(Daniel Booko, 1983년 10월 17일 ~ )는 미국의 배우이다.

## 작품 목록
- 스나이퍼: 특수작전부대